# Rada vzájemné hospodářské pomoci
RVHP neboli Rada vzájemné hospodářské pomoci (rusky: СЭВ, Совет Экономической Взаимопомощи, Sovět ekonomičeskoj vzaimopomošči, anglicky: Comecon, The Council for Mutual Economic Assistance) byla obchodní organizace sdružující v době studené války socialistické státy sovětského bloku, založená v Moskvě v roce 1949 na popud sovětského vůdce Josifa Visarionoviče Stalina.
V podstatě se jednalo o mocenský nástroj pro centrální ovládání ekonomiky socialistických států Sovětským svazem, o sovětský protipól Marshallova plánu a později EHS. K prvním cílům RVHP patřilo založení Mezinárodní banky hospodářské spolupráce a zavedení převoditelného rublu jako zúčtovací jednotky pro vzájemný obchod mezi členskými zeměmi. K zamýšlené koordinaci plánování v zemích východního bloku nedošlo. Obchodní transakce probíhaly v rámci bilaterárních dohod.

## Historie

### Vznik RVHP
Zakládajícími členy RVHP byly 5. ledna 1949 Bulharsko, Československo, Maďarsko, Polsko, Rumunsko a Sovětský svaz. Později přistoupily Albánie (1949), NDR (1950), Mongolsko (1962), Kuba (1972) a Vietnam (1978). Albánie pod čínským vlivem roku 1961 od účasti na činnosti RVHP upustila a v roce 1987 vystoupila úplně. Přidruženým státem RVHP byla od roku 1964 Jugoslávie. S RVHP částečně spolupracovaly nebo měly status pozorovatele i některé nesocialistické či rozvojové země (Finsko, Irák, Mexiko, Nikaragua, Etiopie, Laos, Jižní Jemen aj.).
Sídlo RVHP bylo vždy v Moskvě. Moderní budova RVHP (rusky: здание СЭВ, zdanije sev), 30poschoďová výšková stavba v ulici Nový Arbat 36, vybudovaná v letech 1963 až 1970, má tvar otevřené knihy. V současnosti v budově sídlí magistrát města Moskvy.

### Zánik RVHP
Koncem 80. let se spolupráce zemí RVHP orientovala na užší ekonomickou integraci, na vytváření vazeb v kooperacích a na specializaci v jednotlivých výrobních oborech. Rozvíjela se široká mezinárodní spolupráce a výměna výsledků vědeckotechnického vývoje.
V letech 1988–1989 se však dostavily strukturální problémy v plánování, nefungovala dobře obchodní výměna a docházelo k zjevným poruchám při převozu zboží přes hranice, především ve východoevropských členských zemích (řešeno tzv. celními opatřeními na limitování dovozu a vývozu zboží) a po roce 1990, kdy většina východoevropských zemí začala orientovat svou ekonomiku na tržní a pro obchod se Západem, nastaly potíže v plánování a zúčtování hospodářských závazků.
Poslední zasedání RVHP se konalo 28. června 1991 v Budapešti a vedlo k dohodě rozpustit RVHP do 90 dnů. Na sklonku komunistické éry měla RVHP deset členských států.
2. července 1991 na návrh československé strany a jejích představitelů (Václav Klaus, ministr financí ČSFR a Vladimír Dlouhý, ministr hospodářství ČSFR) bylo přijato ve Federálním shromáždění ČSFR usnesení o sjednání protokolu o zrušení Rady vzájemné hospodářské pomoci a 12. července 1991 schválilo znění protokolu.
Postupným odklonem od zásad centrálně plánované ekonomiky a politickou transformací zemí se RVHP rozpadla a nebyla nahrazena žádnou podobnou organizací.

## Galerie

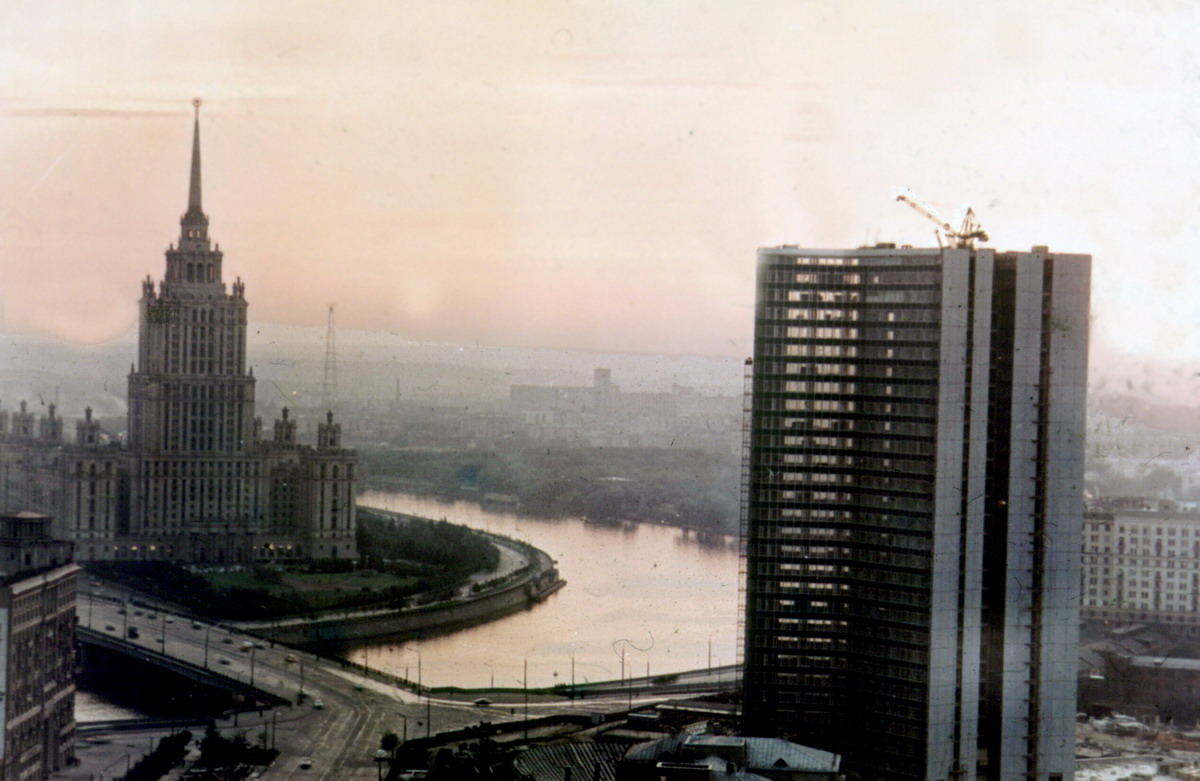
Výstavba budovy RVHP (fotografie z roku 1970).
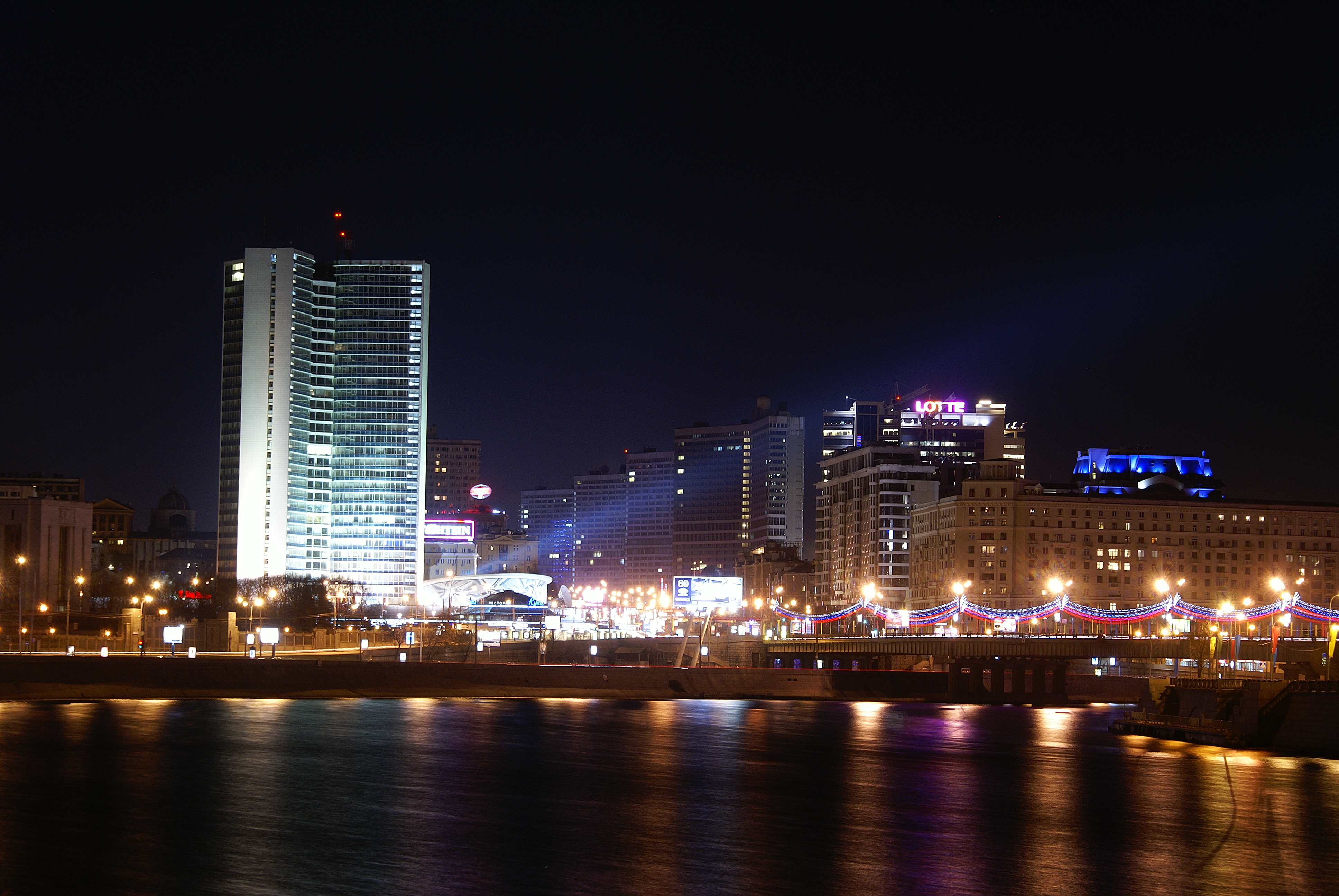
Noční pohled na budovu bývalé RVHP v Moskvě.
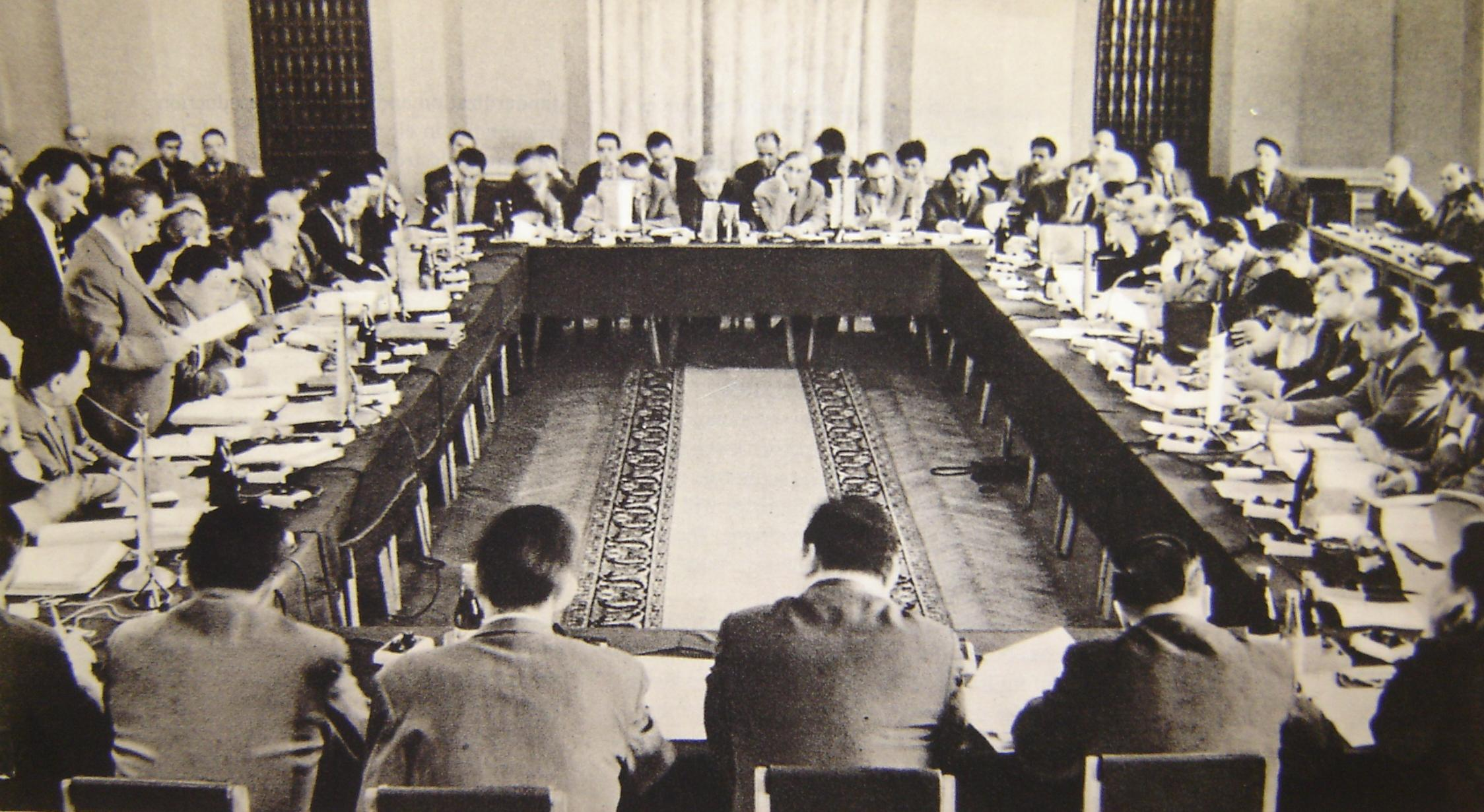
Zasedání výkonné rady v Polsku (1964).
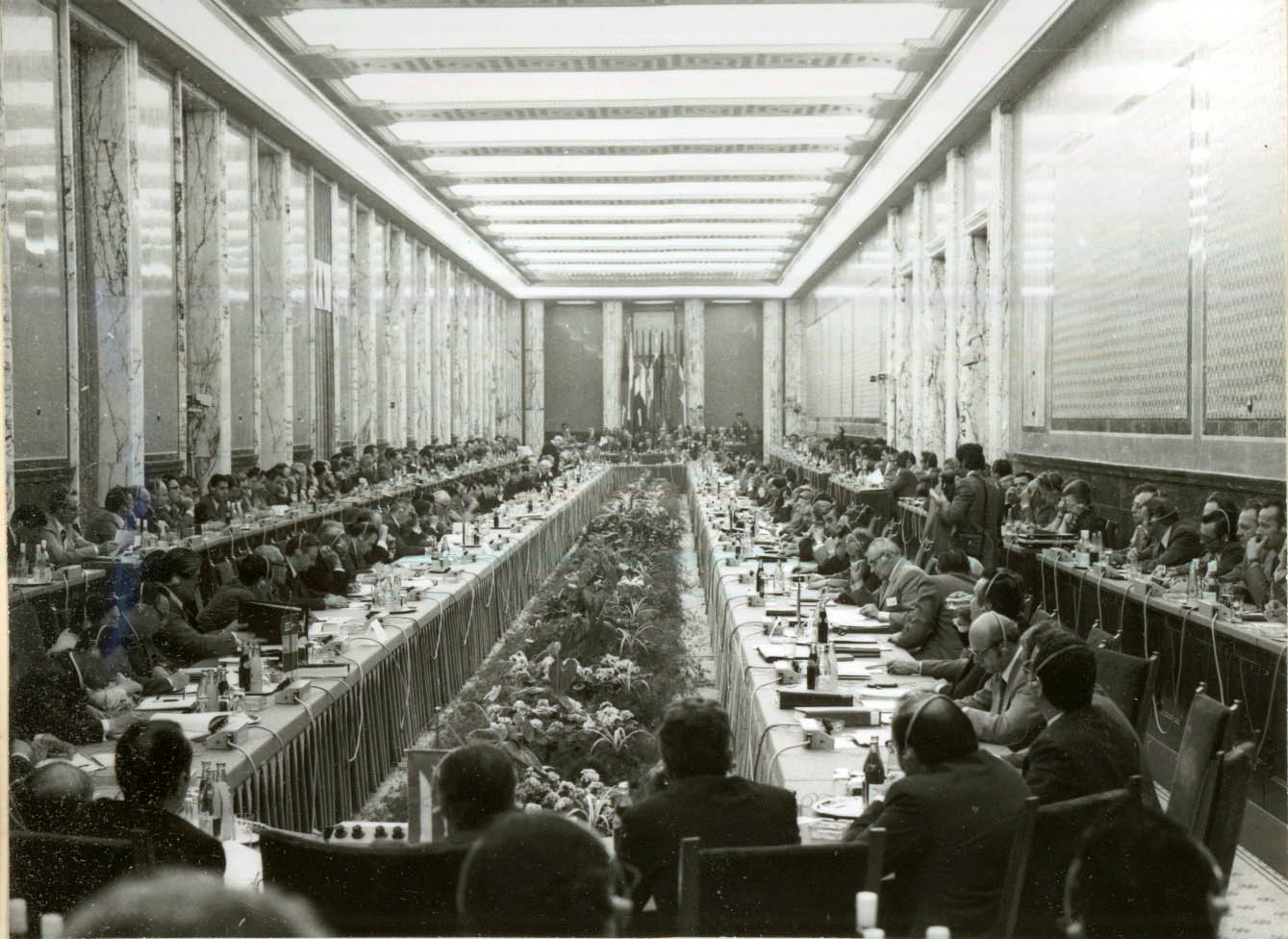
Obdobné zasedání v Rumunsku (1978).
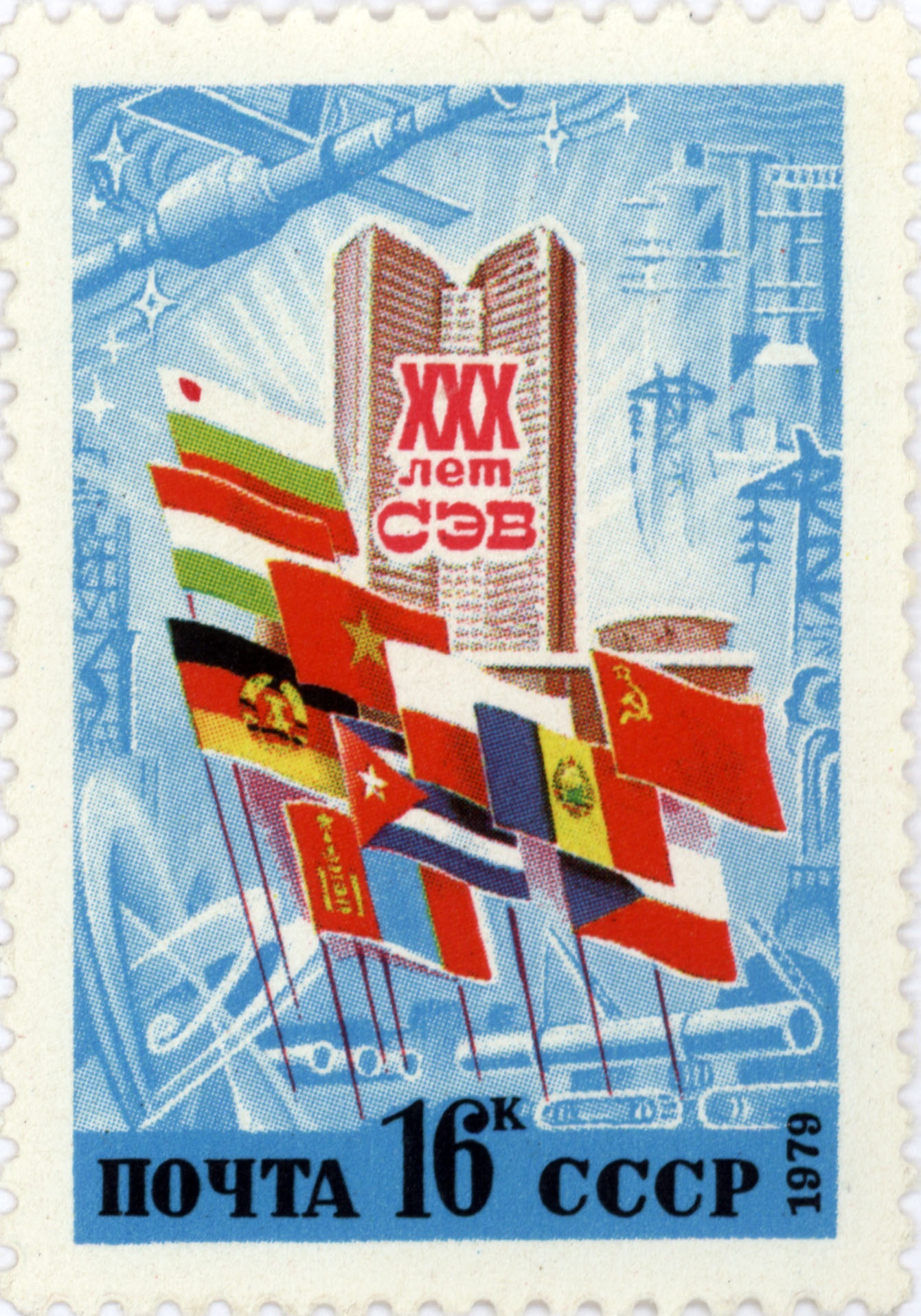
Sovětská poštovní známka ke 30. výročí RVHP (červen 1979).

## Členské státy
Leden 1949

Mapa států RVHP (1986).
Členské státy
Členský stát nespolupracující
Přídružený člen
Pozorovatelské státy

- Bulharská lidová republika
- Československá republika (později ČSSR)
- Maďarská lidová republika
- Polská lidová republika
- Rumunská socialistická republika
- Svaz sovětských socialistických republik

Únor 1949
- Albánská lidová republika

1950
- Německá demokratická republika

1962
- Mongolská lidová republika

1972
- Kuba

1978
- Vietnam

## Přidružený člen
1964
- Socialistická federativní republika Jugoslávie

## Pozorovatelské státy
1950
- Čínská lidová republika

1956
- Korejská lidově demokratická republika

1973
- Finsko

1975
- Irák
- Mexiko

1976
- Angola

1984
- Nikaragua

1985
- Mosambik

1986
- Afghánistán
- Etiopie
- Laos
- Jižní Jemen